# Коробки (Брянская область)
Коробки — посёлок в Дубровском районе Брянской области, в составе Пеклинского сельского поселения. Расположен в 3 км к юго-западу от железнодорожной станции Олсуфьево, на правом берегу Десны. Население — 1 человек (2010).
Основан в 1920-х гг.; до 1954 входил в Берестокский сельсовет, в 1954—1971 в Салынском сельсовете.
| Годы      | 1926 | 1979 | 1989 | 2002 | 2010 |
| --------- | ---- | ---- | ---- | ---- | ---- |
| Население | 120  | 44   | 15   | 7    | 1    |